# Sphingonotus carinatus
Espèce
Sphingonotus carinatus est une espèce d'insectes orthoptères de la famille des Acrididae.

## Distribution
Cette espèce est endémique de Chine.

## Publication originale
- Zheng, Li & Ding, 1995 : Two new species of grasshoppers from Gansu (Orthoptera: Acridoidea). Acta Entomologica Sinica, vol. 38, no 2, p. 196-199.